# Maurice Sauzet
Pour les articles homonymes, voir Sauzet.
 (octobre 2013).
Si vous disposez d'ouvrages ou d'articles de référence ou si vous connaissez des sites web de qualité traitant du thème abordé ici, merci de compléter l'article en donnant les références utiles à sa vérifiabilité et en les liant à la section « Notes et références ».
Maurice Sauzet, né le 2 septembre 1927 en Ardèche, est un architecte et penseur français. Il est à l'origine de l'Architecture naturelle : une pensée de l'architecture entre Japon et Méditerranée, entre dedans et dehors, qui tisse des relations entre l'Homme et son milieu.

## Biographie
Il étudie l’architecture à l’École spéciale d'architecture de Paris, de laquelle il ressort à l’âge de 30 ans avec le prix de l’Académie. Cet enseignement fut très corbuséen à l’image de l’architecture moderne, radicale et calculée de l'Occident.
Il accompagne ensuite son épouse au Japon pour qu’elle y enseigne le stylisme. Là-bas, il travaille deux ans chez Junzō Sakakura qui l’initie à l’architecture traditionnelle japonaise. Cet architecte japonais est un lien fort entre la France et le Japon, en effet, il fut un disciple de Le Corbusier, avec qui il a travaillé quelques années. Son architecture combine les idées formelles corbuséennes et l’esthétique japonaise.
Maurice Sauzet découvre dans ce pays l’architecture bouddhiste zen. Il perçoit dans ces constructions une grande faculté à émouvoir les sens. La maison n’est ainsi pas une « machine à habiter » mais un lieu ou vivent en harmonie tous les êtres de la nature : dedans - dehors, architecture - nature, homme - environnement. Les temples bouddhistes sont caractérisés par un cheminement dessiné, une recherche incessante de cadrages de vues, pour avoir toujours la plus belle image de la nature environnante, un jeu de cache pour permettre à l’imagination de créer le reste du paysage. L’habitation n’est plus seulement une succession d’espaces, mais un tout cohérent. L’architecture se crée à travers son environnement, depuis l’intérieur vers l’extérieur. Il ne s’agit plus de placer des zones dans un cube, mais de dessiner la forme par rapport à son contenu.
Maurice Sauzet s'associe avec Jean Parente et Claude Vilfour à son retour en France et a l'occasion de travailler en 1963 avec Jean Prouvé, qu'il a rencontré à Kyoto. Ils conçoivent ensemble la maison de Beauvallon.
Il cherche à créer des maisons dans le Sud de la France qui recréeraient les émotions japonaises. C’est ainsi que commence l’aventure. Il se rend compte à force de recherches qu’aucun architecte n’a encore exploré cette voie. Certes, certains occidentaux se sont intéressés au Japon et à certains de ses bienfaits, comme Le Corbusier et Wright. C’est à la suite de cette découverte qu’il commence à théoriser son vécu esthétique et le nomme « architecture naturelle ».
En tant que professeur à l’école d’architecture de Marseille, il crée un atelier « Espace vécu » ou il enseigne l’architecture naturelle avec la collaboration d’un paysagiste, Paul Clerc, de Michelle Coutier et de Jacqueline Barthélémy, peintres. Cette aventure durera jusqu’en 1998.

## Publications
- Maurice Sauzet, Entre dedans et dehors : l'architecture naturelle, 1996
- Maurice Sauzet, Augustin Berque, Jean-Paul Ferrier, Entre Japon et Méditerranée : architecture et présence au monde, Massin, 1999
- Maurice Sauzet, Chris Younès, Christian Larit, Habiter l'architecture : entre transformation et création, Massin, 2003
- Augustin Berque, Maurice Sauzet, Le sens de l'espace au Japon : vivre, penser, bâtir, Paris, Arguments, 2004
- Maurice Sauzet, Chris Younès, Christian Larit, Contre-architecture, l’espace réenchanté, 2008
- Chris Younès, Maurice Sauzet, Maurice Sauzet : poétique de l'architecture, Norma, 2015